# Apristurus pinguis
Apristurus pinguis — акула з роду Чорна котяча акула родини Котячі акули. Інша назва «гладка котяча акула».

## Опис
Загальна довжина сягає 56 см. Голова видовжена. Ніс короткий та широкий. Очі маленькі, з мигальною перетинкою. За ними розташовані невеличкі бризкальця. Надочний сенсорний канал безперервний. Ніздрі широкі, але майже у 2 рази менше за відстань між ними. Губні борозни майже однакові на верхній та нижній губі. Рот невеликий, короткий. Зуби дрібні, з численними верхівками, з яких центральна вища за бокові. У неї 5 пар коротких зябрових щілин. Тулуб дуже гладкий (товстий). Спіральний клапан має 7-12 витків. Грудні плавці доволі великі, з округлими кінчиками. Має 2 маленьких спинних плавця, що розташовані ближче до хвоста. Задній спинний плавець більше за передній. Основа анального плавця широке, він довгий —тягнеться від черевних плавців до хвостового. Хвостовий плавець вузький і довгий.
Забарвлення чорне з бурим або коричнюватим відливом.

## Спосіб життя
Тримається на глибинах від 200 до 1000 м, у глибоководній частині континентального шельфу. Малоактивна та повільна акула. Полює на здобич біля дна, є бентофагом. Живиться глибоководними кальмарами, морськими черв'яками, дрібною донною рибою.
Це яйцекладна акула. Самиця відкладає 1 яйце з твердою оболонкою, з боків присутні вусики, якими чіпляється за ґрунт та водорості.

## Розповсюдження
Мешкає у північно-західній частині Тихого океану: у Східно-Китайському морі, біля узбережжя Китаю та Тайваню.